# St. Bonifatius (Wendehausen)

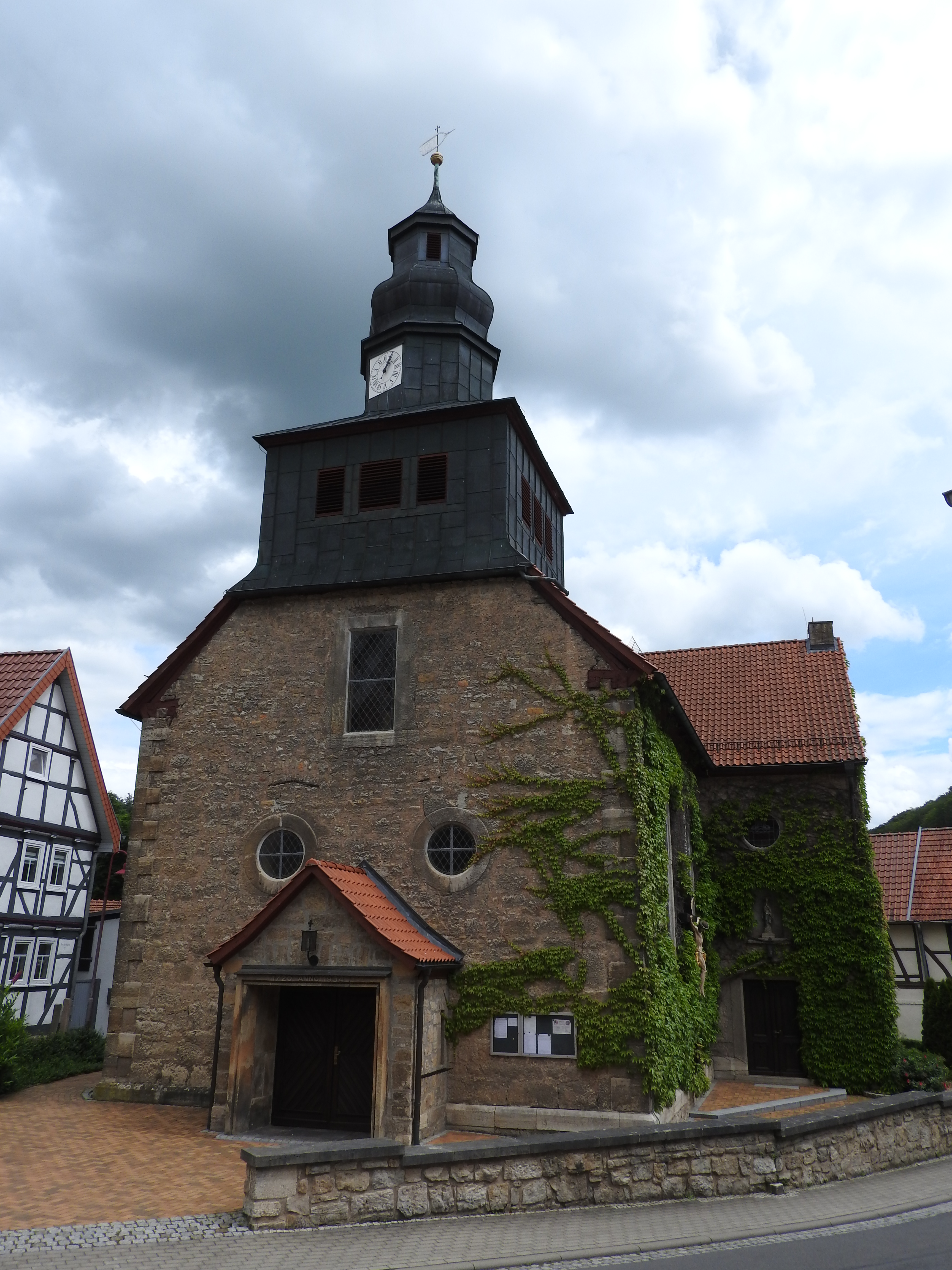
St. Bonifatius in Wendehausen

Die römisch-katholische Filialkirche St. Bonifatius steht in Wendehausen im thüringischen Unstrut-Hainich-Kreis. Sie ist Filialkirche der Pfarrei St. Cyriakus Heyerode im Dekanat Dingelstädt des Bistums Erfurt. Sie trägt das Patrozinium des heiligen Bonifatius.

## Geschichte
Die Kirche wurde vermutlich um 1721 errichtet. 1934 wurde sie durch einen Anbau in Richtung Osten erweitert. Zuletzt wurde die Kirche 1984 restauriert.
Am 1. Januar 2008 wurde die Pfarrei St. Bonifatius Wendehausen aufgelöst und zusammen mit ihren den Filialgemeinden St. Marien Treffurt und Herz Jesu Schierschwende und in die Pfarrei St. Alban Diedorf eingegliedert. Die Pfarrei St. Alban Diedorf und die zugehörigen Filialgemeinden wurden wiederum am 1. Januar 2017 aufgelöst und der neugegründeten Pfarrei St. Cyriakus Heyerode zugeordnet.

## Architektur
Die aus Bruchsteinen in klassischer Kreuzform errichtete Kirche hat im Langhaus ein Holztonnengewölbe und im Querhaus eine Flachdecke.

## Ausstattung
Das Altarblatt des barocken Hochaltares zeigt die Kreuzigung Christi, rechts und links davon stehen geschnitzte Figuren der Apostel Petrus und Paulus. Über dem Altarbild befindet sich eine dritte Figur des Kirchenpatron, des heiligen Bonifatius. Des Weiteren stehen in der Kirche noch eine weitere Darstellung des heiligen Bonifatius aus der ersten Hälfte des 17. Jahrhunderts und eine trauernde Maria aus der zweiten Hälfte des 15. Jahrhunderts. Der Taufstein wurde laut Inschrift 1570 geschaffen. Das in der Kirche hängende Vesperbild wurde um 1450 gefertigt.

## Orgel
Eine erste Orgel wurde vermutlich 1676 vom ortsansässigen Orgelbauer Johannes Thon erbaut. 1884 stellte Friedrich Erdmann Petersilie ein neues Instrument auf, dieses hat 13 Register, verteilt auf zwei Manuale und Pedal.